# Royal Hunt
Royal Hunt (с англ. — «Королевская охота») — англоязычная рок-группа из Дании, основанная в 1989 году Андре (Андреем) Андерсеном (André Andersen) , сыном корреспондента датской газеты — «Land og Folk», Palle Andersen, аккредитованного в Москве, и администратора театра им. Ермоловой, Галины Нестеровны Шанидзе.
Группа получила известность, главным образом в Европе и Японии, в середине 90-х благодаря классическим альбомам «Moving Target» и «Paradox», записанным с вокалистом ДиСи Купером.
За время существования она претерпела несколько изменений в составе. Так в 2007 году Марк Боалс заменил бывшего вокалиста Джона Уэста.
В 2011 году по многочисленным просьбам поклонников и промоутеров по всему миру они объединились с бывшим вокалистом ДиСи Купером для совместного тура, охватывающего четыре первых альбома группы. А с записью нового альбома «Show Me How to Live» Купер вернулся на место постоянного вокалиста.
В 2016 году бас-гитарист Пер Шеландер ездил с группой в турне, подменяя их текущего басиста.

## Дискография
- 1992 — Land of Broken Hearts
- 1993 — Clown In the Mirror
- 1995 — Moving Target
- 1996 — 1996 (Live)
- 1997 — Paradox
- 1998 — Closing The Chapter (Live)
- 1999 — Fear
- 2001 — The Mission
- 2002 — The Watchers (Ep)
- 2003 — Eye Witness
- 2005 — Paper Blood
- 2006 — 2006 (Live)
- 2008 — Collision Course… Paradox 2
- 2010 — X
- 2011 — Show Me How To Live
- 2012 — 20th Anniversary (Compilation)
- 2013 — A Life To Die For
- 2015 — Devil’s Dozen
- 2016 — Cargo (Live)
- 2017 — 2016 (Live)
- 2018 — Cast In Stone
- 2020 — Dystopia
- 2022 — Dystopia — Part II

## Участники группы

### Текущий состав
- Андре Андерсен (André Andersen) — клавишные
- ДиСи Купер (DC Cooper) — вокал
- Йонас Ларсен (Jonas Larsen) — гитара
- Андреас Пассмарк (Andreas Passmark) — бас-гитара
- Андреас Йоханссон (Andreas “Habo” Johansson) — ударные

### Бывшие участники
- Хенрик Брокманн (Henrik Brockmann) — вокал (Land of Broken Hearts, Clown In The Mirror)
- Джон Уэст (John West) — вокал (Fear, The Mission, Eyewitness, Paper Blood)
- Марк Боалс (Mark Boals) — вокал (Collision Course… Paradox 2, X)
- Кеннет Олсен (Kenneth Olsen) — ударные
- Аллан Соренсен (Allan Sorensen) — ударные, электронные ударные и перкуссия
- Якоб Кьер (Jacob Kjaer) — гитара
- Маркус Джиделл (Marcus Jidell) — гитара
- Стин Могенсен (Steen Mogensen) — бас-гитара
- Пер Шеланде (Per Schelander) — бас-гитара

## Интервью, статьи
- Статья о группе в журнале Dark City
- Интервью с John West
- Интервью с Андре Андерсеном в журнале Dark City
- В студии Андрея Андерсена: гитарные методики группы Royal Hunt

## Рецензии
- Рецензия альбома The Watchers в журнале Dark City № 7, 2002 год, стр. 46
- Рецензия альбома X в журнале Dark City № 58, 2010 год